# Paul Shirley
Pour les articles homonymes, voir Shirley.
Paul Shirley, né le 23 décembre 1977, à Redwood City, en Californie, est un ancien joueur de basket-ball américain. Il évolue durant sa carrière au poste d'ailier fort. Il est devenu auteur et blogueur à l'issue de sa carrière.